# Taeniet
Het mineraal taeniet is een natuurlijke ijzer-nikkel-legering met de chemische formule γ-(Ni,Fe). Proportioneel bestaat taeniet voor 20 tot 65% uit nikkel, en voor 35 tot 80% uit ijzer.
Taeniet komt vaak voor samen met kamaciet, waardoor geëtste gepolijste oppervlakken van meteorieten hun karakteristieke Widmanstättenpatronen verkrijgen. Bij het etsen met salpeterzuur lost het kamaciet in de meteorieten op, terwijl het taeniet onaangetast blijft en zo het Widmanstättenpatroon ontstaat. De textuur waarbij taeniet- en kamacietkristallen op een dergelijke manier met elkaar vergroeid zijn, wordt ook wel plessiet genoemd. Naast taeniet en kamaciet zijn tetrataeniet en antiteaniet de twee andere ijzer-nikkelmineralen die in meteorieten aangetroffen worden. 

## Eigenschappen
Het zilverwitte tot metaalgrijze taeniet heeft een metaalglans en een zilvergrijze streepkleur. Het kristalstelsel is kubisch-hexoctahedraal. Alhoewel taeniet  een 'brokkelige' breuk heeft, heeft het mineraal de neiging eerder te vervormen dan te breken bij bewerking. Taeniet splijt niet. De gemiddelde dichtheid varieert tussen 7,8 en 8,22 en de hardheid is 5-5,5.

## Naam
De naam van het mineraal taeniet is afgeleid van het Oudgrieks ταινία  (tainia), dat "band, lijn" betekent, en verwijst naar het karakteristieke Widmanstättenpatroon dat ontstaat bij het etsen van gepolijste meteorieten.

## Voorkomen
Taeniet is een typisch mineraal in veel meteorieten voorkomt en heeft als typelocatie de Gorge River op het Nieuw-Zeelandse Zuidereiland. 